# Южно-Степной
Ю́жно-Степно́й — посёлок в Карталинском районе Челябинской области России. Административный центр Южно-Степного сельского поселения.

## География
Через посёлок протекает река Карагайлы-Аят. Расстояние до районного центра города Карталы 46 км.
Дорога проходит через пограничную зону. 

## История
Посёлок был основан в 1932 году. На его территории поселились несколько семей раскулаченных крестьян из села Елизаветопольского. Вначале они жили в одном бараке, но позже начали перевозить дома из соседних деревень и рыть землянки.
На территории нового посёлка расположилось первое отделение совхоза «Южно-Степной», который был создан в 1932 году в результате разукрупнения совхоза «Полтавский» в Полтавском районе.
В 1949–1954 годах директором совхоза был Герой Советского Союза Г. А. Шкенёв.
В 1963 году Южно-Степной был включён в список населённых пунктов Челябинской области и стал центром сельсовета. К тому времени в посёлке уже были детский сад, школа, клуб и фельдшерско-акушерский пункт. Также работали молокозавод и машинно-тракторная станция.
В 1989 году начали работу колбасный и макаронный цеха, а также звероферма.
В начале 2000-х годов в посёлке работали ТОО «Южно-Степное» и ООО «Прогресс». 
Сейчас в посёлке существует: дом культуры (реконструкция в 2024 году), Южно-Степная врачебная амбулатория, школа, Церковь «Спорительница хлебов» иконы Божией Матери и крестьянско-фермерское хозяйство.

## Население
| 2002 | 2010 |
| ---- | ---- |
| 1110 | ↘868 |

в 1956 — 589, в 1959 — 709, в 1970 — 1230, в 1983 — 917, в 1995 — 1164
По данным Всероссийской переписи, в 2010 году численность населения посёлка составляла 868 человек (402 мужчины и 466 женщин).

## Улицы
Уличная сеть посёлка состоит из 9 улиц и 3 переулков.